# Forcipomyia abbaekiefferi
Forcipomyia abbaekiefferi är en tvåvingeart som beskrevs av Debenham 1987. Forcipomyia abbaekiefferi ingår i släktet Forcipomyia och familjen svidknott. Inga underarter finns listade i Catalogue of Life.